# Achille Silvestrini
Achille Silvestrini (Brisighella, 25 de outubro de 1923 - Roma, 29 de agosto de 2019) foi um cardeal italiano, Prefeito emérito da Congregação para as Igrejas Orientais, ao fim de sua vida ativa no governo do Vaticano.
Foi ordenado padre em 13 de julho de 1946. Em 1979, é consagrado arcebispo-titular de Novaliciana, quando exerce a função de Secretário do Conselho de Assuntos Públicos da Igreja.
Foi criado cardeal em 1988 pelo Papa João Paulo II, com o título de Cardeal-diácono de S. Benedetto fuori Porta S. Paolo, sendo-lhe imposto o barrete cardinalício em 28 de junho. Em 1 de julho, foi nomeado prefeito do Supremo Tribunal da Assinatura Apostólica, exercendo o cargo até 1991, quando foi nomeado prefeito da Congregação para as Igrejas Orientais, exercendo o cargo até 2000. Em 1999, após 10 anos de sua elevação, torna-se cardeal-presbítero com título pro hac vice. Em 2005, participou do conclave que elegeu Joseph Ratzinger como Papa Bento XVI, como cardeal não-votante.
Morreu no fim da manhã do dia 29 de agosto, no Policlínico Gemelli, em Roma. O seu funeral solene aconteceu na tarde do dia seguinte, no Altar da Cátedra da Basílica de São Pedro, presidido pelo Cardeal Re, com bênção final dada pelo Papa Francisco, segundo a tradição dos cardeais falecidos em Roma.